# Championnats du monde de duathlon longue distance 2005
Navigation
Édition précédente Édition suivante
Les championnats du monde de duathlon longue distance 2005 présentent les résultats des championnats mondiaux de duathlon longue distance en 2005 organisés par la fédération internationale de triathlon.
Les championnats se sont déroulés à Barcis, dans la province de Pordenone, dans le Frioul-Vénétie Julienne en Italie le 29 mai 2005.

## Distances parcourues
| Distances course (kilomètres) | Distances course (kilomètres) | Distances course (kilomètres) |
| Course à pied                 | Cyclisme                      | Course à pied                 |
| ----------------------------- | ----------------------------- | ----------------------------- |
| 16,5                          | 80                            | 11                            |

## Résultats

### Élite
| Rang               | Athlète             | Pays        | Temps           |
| ------------------ | ------------------- | ----------- | --------------- |
| Médaille d'or      | Benny Vansteelant   | Belgique    | 3 h 40 min 59 s |
| Médaille d'argent  | Marcel Zamora Pérez | Espagne     | 3 h 44 min 46 s |
| Médaille de bronze | Mark McKay          | Royaume-Uni | 3 h 45 min 49 s |

| Rang               | Athlète           | Pays        | Temps           |
| ------------------ | ----------------- | ----------- | --------------- |
| Médaille d'or      | Erika Csomor      | Hongrie     | 4 h 14 min 33 s |
| Médaille d'argent  | Ulrike Schwalbe   | Allemagne   | 4 h 14 min 40 s |
| Médaille de bronze | Annaleah Emmerson | Royaume-Uni | 4 h 16 min 40 s |

## Tableau des médailles
| Rang  | Nation      | Or | Argent | Bronze | Total |
| ----- | ----------- | -- | ------ | ------ | ----- |
| 1     | Belgique    | 1  | 0      | 0      | 1     |
| -     | Hongrie     | 1  | 0      | 0      | 1     |
| 3     | Allemagne   | 0  | 1      | 0      | 1     |
| -     | Espagne     | 0  | 1      | 0      | 1     |
| 5     | Royaume-Uni | 0  | 0      | 2      | 2     |
| Total | Total       | 2  | 2      | 2      | 6     |